# Sabin Intxaurraga
Sabin Intxaurraga Mendibil (Ceánuri, Vizcaya, 30 de diciembre de 1949 - Baracaldo, 27 de diciembre de 2010) fue un político español de ideología independentista vasca. Miembro de Eusko Alkartasuna (EA), fue consejero de Justicia, de Trabajo y Seguridad Social y de Ordenación del Territorio y Medio Ambiente del Gobierno Vasco entre 1998 y 2005.

## Biografía
Sabin Intxaurraga era licenciado en Ciencias Económicas por la Universidad del País Vasco (UPV/EHU), máster en Gestión de Ocio (rama Turismo) por la Universidad de Deusto y en Marketing por la UPV/EHU. Militante del Partido Nacionalista Vasco (PNV), perteneció al Bizkai Buru Batzar y, como mano derecha de Carlos Garaikoetxea, fue secretario del Presidente del Consejo General Vasco y del Lendakari entre 1979 y 1984. Asimismo, fue un activo partidario de la escisión cuando se formó Eusko Alkartasuna (EA), formación de la fue miembro de la Ejecutiva Regional de Vizcaya entre 1986 y 1995, ocupándose desde entonces del área de Política Institucional de la Ejecutiva Nacional de EA y, también, de su Secretaría de Organización.
Fue alcalde de su localidad natal en varias legislaturas: 1979-1983 (con el PNV) y 1987-1995 (con EA); y vicepresidente y miembro de la Comisión Ejecutiva de la Asociación de Municipios Vascos (EUDEL) entre 1987 y 1991.
Fue diputado en el Parlamento Vasco desde 1984 hasta 1999. Desde 1998 hasta 2005 ocupó, sucesivamente, los cargos de consejero de Justicia, de Trabajo y Seguridad Social y de Ordenación del Territorio y Medio Ambiente en el Gobierno Vasco presidido por Juan José Ibarretxe. Fue un firme defensor del acuerdo estratégico entre Eusko Alkartasuna y la izquierda abertzale de 2010 y partidario de apoyar el proceso de alto el fuego de ETA ese mismo año.